# Westig

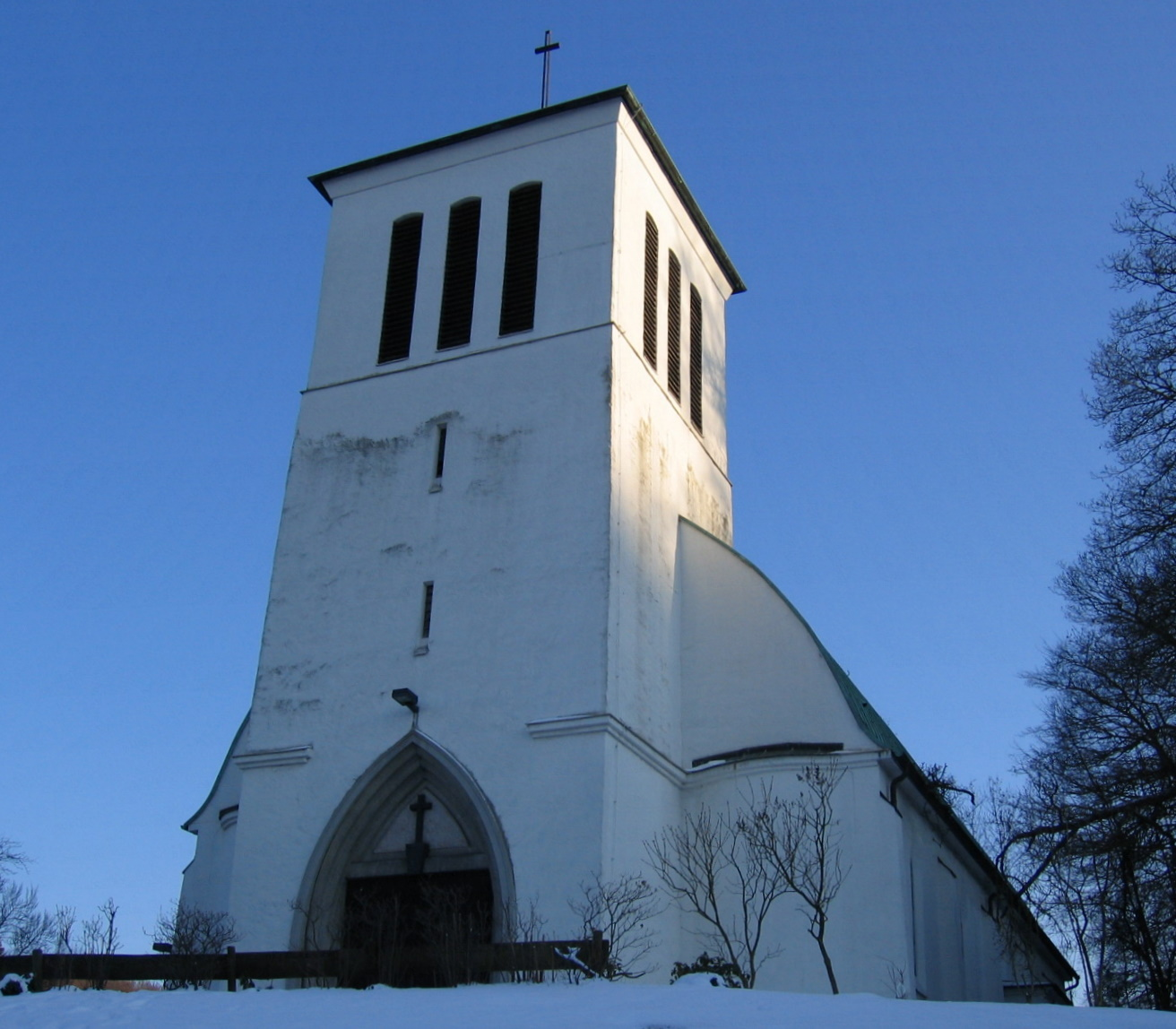
St. Petrus Canisius

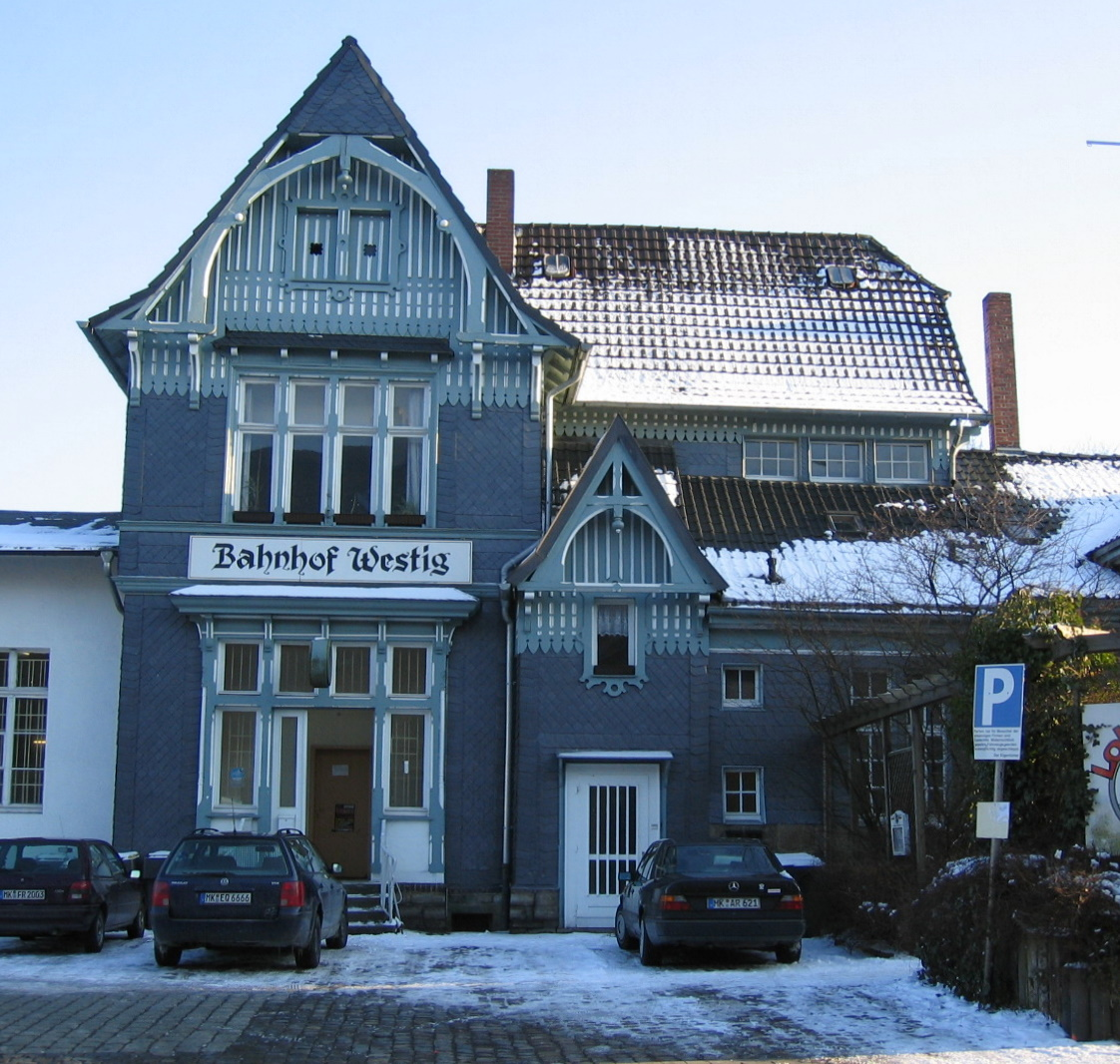
Ehemaliger Bahnhof Westig

Westig ist ein Stadtteil von Hemer im Sauerland, Nordrhein-Westfalen.
Im Jahr 1200 wird Westig erstmals urkundlich erwähnt.
Westig gehörte als selbstständige Gemeinde von 1841 bis 1929 zum Amt Hemer im damaligen Kreis Iserlohn. Am 1. August 1929 wurde aus Hemer, Sundwig, Westig, Landhausen und Teilen der Gemeinde Calle die neue Gemeinde Hemer gebildet. Dieser wurde 1936 das Stadtrecht verliehen.
Bis Anfang des 19. Jahrhunderts hatte die seinerzeitige selbstständige Gemeinde keine Schule. Die Kinder gingen in Hemer oder Sundwig zur Schule. 1805 wurde aus überwiegend privaten Spenden der Bürger das erste Schulgebäude errichtet und bezogen. Unterricht fand hier bis 1871 statt. In den folgenden Jahren gab es mitunter zwei Schulen in Westig. Seit 1969 wird in Westig in der Diesterweg-Gemeinschaftsgrundschule unterrichtet.
Jahrzehntelang besaß der Stadtteil einen eigenen Bahnhof. 1984 wurde das ehemalige Bahnhofsgebäude als Denkmal unter Schutz gestellt und befindet sich seit 1985 in Privatbesitz. Mit der Fahrt eines historischen Dampfzuges wurde 1989 auf der Strecke Hemer–Iserlohn der Schienenpersonennahverkehr eingestellt.
Seit 1999 ist Westig Standort der Feuer- und Rettungswache der Stadt Hemer. Diese befand sich zuvor im Zentrum von Hemer.
Die evangelische Thomaskirche feierte im September 2006 ihr 40-jähriges Bestehen. Ebenfalls im Stadtteil befindet sich die katholische Kirche St. Petrus Canisius von 1931. 1954 wurde ihr Kirchturm um etwa 3,5 m erhöht, um vier Glocken mit einem Gesamtgewicht von 5.200 kg unterbringen zu können. Im Zuge dieser Umbaumaßnahmen erhielt die Kirche auch den weißen Außenputz.
1896 wurde der Bürgerschützenverein Westig gegründet. Mit Genehmigung der königlichen Regierung in Arnsberg fand 1897 das erste Schützenfest des Vereins statt. Die Arnsberger Genehmigung war erforderlich, da zu dieser Zeit die örtlichen Behörden ein Fest für zwei Tage nicht genehmigen durften.